# 호나스 구티에레스
호나스 마누엘 구티에레스 (Jonás Manuel Gutiérrez, 스페인어 발음: [xoˈnaz ɣuˈtjeres], 1983년 7월 5일 ~ )는 아르헨티나의 은퇴한 축구 선수이다.
화려한 기술보다는 왕성한 활동량이 특징인 윙어이다. 게다가 수비력이 상당하여 가끔 풀백을 보기도 하고, 몸싸움에 강하며 넓은 시야를 가지고 있어 중앙 미드필더로 뛰기도 한다.
RCD 마요르카 시절 골을 넣은 뒤 스파이더맨 가면을 쓰고 세레모니를 펼쳐 스파이더맨이라는 별명을 가지고 있고, 본인 스스로를 엘 갈고라 부르는데, 이는 스페인어로 그레이하운드를 뜻한다고 한다.

## 클럽 경력

### 벨레스 사르스필드
그는 아르헨티나의 벨레스 사르스필드에서 축구를 시작했고, 2001년 1군에 합류해 2005년까지 머물며 1회 우승을 경험했다.

### RCD 마요르카
2005년 프리메라리가의 RCD 마요르카로 이적하였다. 이곳에서 스파이더맨이라는 별명을 얻었으며 통산 104경기에 출장해 5골을 기록했다.

### 뉴캐슬 유나이티드
2008년 7월 프리미어리그의 뉴캐슬 유나이티드와 5년 계약을 맺었다. 리그 개막전인 맨체스터 유나이티드 전에서 데뷔했고, 이 경기에서 인상적인 활약을 펼쳤다. 이후 33경기에 출장하며 준수한 경기력을 보였으나 팀은 18위를 기록하며 2부리그로 강등되고만다.
그러나 그는 팀에 잔류하였고, 2009년 11월 7일 피터버러 유나이티드와의 경기에서 첫 골을 터뜨렸다. 다음 해 열린 반슬리와의 경기에서는 득점에 성공한 후 오랜만에 스파이더맨 가면을 쓰고 세레모니를 펼쳤다. 꾸준히 좋은 경기력을 선보이던 그는 2010년 4월 풋볼 리그 챔피언십 이달의 선수상을 수상하기도 했다.
뉴캐슬이 다시 승격된 이후에도 주전 멤버로서 호세 엔리케와 좋은 호흡을 선보이며 팀의 공격을 이끌었고, 2011년 9월 27일에 뉴캐슬과 4년 재계약을 맺었다. 2011-12 시즌 후반기에는 주로 중앙 미드필더로 뛰며 팀의 연승행진에 기여하였다.
2013-14 시즌 주전 자리에서 밀려난 그는 노리치 시티로 6개월간 임대되었고 총 4경기에 출전한 후 복귀하였다.
2014-15 시즌 고환암에 걸려 투병생활을 하다 완치된 그는 시즌 말에 뉴캐슬로 복귀하여 10경기를 소화하였고, 특히 시즌 마지막 경기에서 추가골을 넣으며 팀의 프리미어리그 잔류를 결정지었다.

## 국가대표팀 경력
그는 2007년 아르헨티나 성인 대표팀에 처음으로 발탁되어 2월에 열린 프랑스와의 친선경기에서 데뷔하였다. 그리고 2년 뒤 다시 만난 프랑스와의 경기에서 첫 골을 기록했다. 이후 2010년 FIFA 월드컵 아르헨티나 대표팀 명단에 포함되었고, 주로 라이트백으로 출장하며 팀의 8강 진출에 기여했다.

## 사생활
2014년 9월 16일, 구티에레스는 자신이 고환암에 걸렸으며 비록 뉴캐슬과의 계약이 남아있지만 치료를 위해 아르헨티나로 돌아왔다고 밝혔다.

## 수상 경력
벨레스 사르스필드
- 아르헨티나 프리메라 디비시온: 클라우수라 2005

뉴캐슬 유나이티드
- 풋볼 리그 챔피언십: 2009-2010